# Osiedle Zagople
Osiedle Zagople – osiedle w Kruszwicy, położone na wschodnim brzegu jeziora Gopła.
Osiedle liczy około 7 tysięcy mieszkańców.
Rozciąga się między ulicami Wiejską, Kujawską, Kolegiacką i Cichą są to bloki mieszkalne, i dalej ulicami Polną, Ogrodową i Grodzką w domach jednorodzinnych. W tej dzielnicy znajduje się kolegiata, hala sportowa, Szkoła Podstawowa nr 1 im. Jana Kasprowicza, Gimnazjum nr 1, Przedszkole Samorządowe nr 1, ZSP im. Kazimierza Wielkiego, Kruszwicka Szkoła Realna dla dorosłych.